# Сорожино
Сорожино — деревня в Харовском районе Вологодской области. Административный центр Кубенского сельского поселения c 27 июня 2012 года.
С точки зрения административно-территориального деления входит в Кубинский сельсовет.
Расстояние до районного центра Харовска по автодороге — 16 км. Ближайшие населённые пункты — Гридинская, Конево, Башманово.

## История
В 1966 г. указом президиума ВС РСФСР деревня Кобелиха переименована в Сорожино.

## Население
| 2010 |
| ---- |
| 221  |